# 好色一代女
『好色一代女』（こうしょくいちだいおんな）は、井原西鶴作の浮世草子作品である。大本6冊、1686年（貞享3年）大坂岡田三郎右衛門刊。

## 概要
西鶴の浮世草子作品の第6作。当時の好色生活の種々相を主人公の女性の側から描いた一人称小説。6巻24章から成り、嵯峨の「好色庵」に隠れ住む一代女が、自分のもとを訪れた二人の若者にその身一代のいたずらを語り出す首章で始まり、以下その体験した職業に即した好色生活の数々が展開され、念仏三昧に明け暮れている現在であると結ぶ懺悔譚の形式を取る。
物語構成には張文成『遊仙窟』や蘇東坡「九相詩」などの影響が見られ、仮名草子『二人比丘尼』などを念頭に置いて書かれたとされる。1677年（延宝5年）刊『たきつけ』『もえくひ』『けしずみ』の懺悔物語三部作のうち、『けしずみ』が遊女上がりの尼が遊里の種々相を懺悔する形式を持っていることから、『けしずみ』が直接の粉本とも言われる。

## あらすじ
「好色庵」に住む一代女は、元来由緒ある家に生まれて、大内の宮仕えをしていたが、13歳の時にある青侍と恋愛事件を起こして追放された。以後、舞妓となり、更に大名の愛妾となって華やかな生活を送ったが、16歳の時、父の負債のために島原の遊女となった。遊里では自己の出自と美貌をもって一時は全盛を誇るが、次第に客が離れ、太夫から天神、天神から鹿恋へと位を下げつつも、13年の年季明けで素人女に戻る。そして、町家の腰元や武家お抱えの髪結女などの勤めをするが長続きせず、歌比丘尼や茶屋女などの売春婦を経て、大坂玉造で夜発として徘徊するも、誰にも相手にされない。
ある雨夜、自らの不行跡のために堕胎した水子の群れが現れ、一代女の良心を責める。また、四条寺町大雲院の仏名会に詣で、五百羅漢堂の諸像にかつて馴染んだ男達の面影を認め、自らの拙い宿業を恥じ、広沢の池に入水しようとするが助けられ、庵を結んで菩提を願う身になった。65歳の頃であった。